# Planaturus rugosus
Planaturus rugosus är en kvalsterart som beskrevs av Cook 1991. Planaturus rugosus ingår i släktet Planaturus och familjen Aturidae. Inga underarter finns listade i Catalogue of Life.